# Кузів Орест-Василь Богданович
Орест-Василь Богданович Кузів (нар. 13 січня 1997, м. Івано-Франківськ) — український художник. Член Національної спілки художників України. Син Богдана та Оксани Кузівих.

## Життєпис
Орест-Василь Кузів народився 13 січня 1997 року в Івано-Франківську.
Закінчив факультет образотворчого мистецтва і реставрації Національної академії образотворчого мистецтва і архітектури (2018, майстерня народного художника України Василя Забашти), магістратуру факультету образотворчого мистецтва і реставрації Львівської національної академії мистецтв (2020).
Волонтерить під час повномасштабного російського вторгнення в Україну.

## Творчість
Автор більше 1000 картин. Роботи зберігаються в приватних колекціях України, Німеччини, США.

### Персональні виставки
- 2024 — Рефлексії душі, Центр сучасного мистецтва, Івано-Франківськ[9]
- 2024 — Мій світ, Музей-майстерня Івана Кавалерідзе, Київ[10]
- 2024 — Магія ночі, Центр сучасного мистецтва, Івано-Франківськ[1][2]
- 2020 — Копички, фортечна галерея «Бастіон», Івано-Франківськ[7]
- 2019 — Мій обрій, фортечна галерея «Бастіон», Івано-Франківськ[11]
- 2018 — До світла, музей мистецтв Прикарпаття, Івано-Франківськ[11]
- 2013 — Удвох по стежині малярства, Івано-Франківськ (спільно з батьком Богданом)[12]

## Нагороди
- Міжнародна мистецька премія імені Сергія Васильківського (2021) — за серію живописних полотен «Різдво» з циклу «Наші свята» та за прославлення краси природи Прикарпаття[13];
- Івано-Франківська обласна премія імені Ярослава Лукавецького в номінації «Образотворче мистецтво» (2023) — за вагомі творчі здобутки в галузі живопису та волонтерські виставкові проєкти[14];
- орден «За розбудову України» (2020)[15].